# Sint-Annakapel (Halle)
Deze Sint-Annakapel, ook gekend als Kapel Alsput, bevindt zich in de Vlaams-Brabantse gemeente Halle en is gelegen in de Hollestraat.

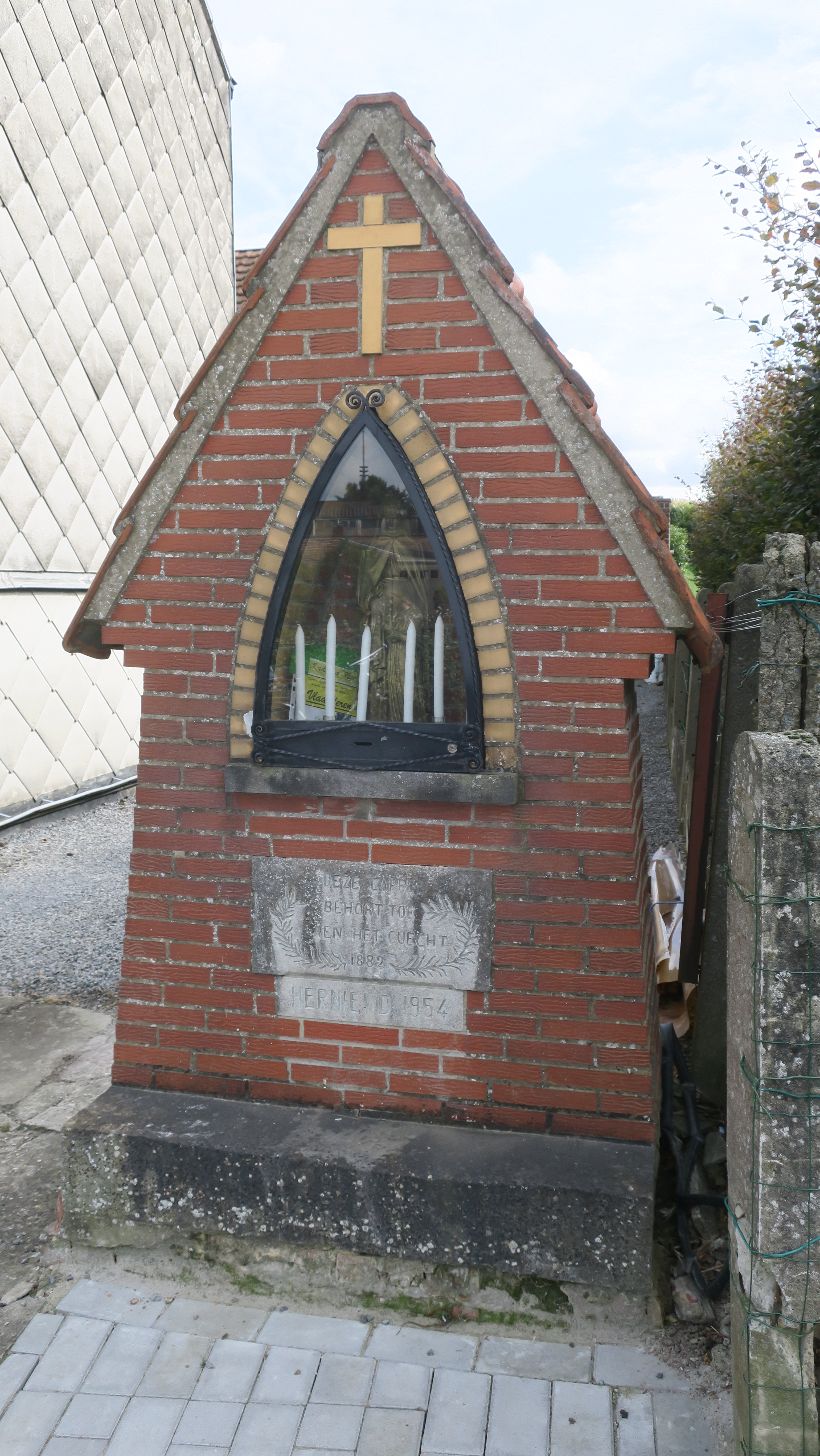

## Historiek
De kapel werd opgericht in 1882 en herbouwd in 1954 ter gelegenheid van het Mariajaar, zoals beschreven staat in de opschriften: DEZE CAPEL/BEHORT TOE/AEN HET GUECHT/1882// en daaronder: HERNIEUWD 1954//. Het herbouwen was noodzakelijk omwille van de erbarmelijke toestand waarin de kapel zich bevond. Ze werd ingewijd op 15 september 1954.

## Architectuur
De pijlerkapel is opgetrokken uit rode baksteen onder een zadeldak van pannen. De spitsboogvormige of paraboolvormige nis is omlijst met baksteen en afgesloten door een beglaasd deurtje. In de topgevel zit een kruis ingewerkt in gele baksteen. In de nis staat een groot beeld van de Heilige Anna met Maria in polychromie en enkele kaarsen.